# Grégoire de Mevius
Grégoire de Mevius (Namur, 16 agosto 1962) è un pilota di rally belga, vincitore del campionato PWRC due volte nel 1991 su Mazda 323 GTX e nel 1992 Nissan Sunny GTi-R.
Attivo anche nelle competizioni rally raid, ha preso parte alla Dakar 2001 e 2004.

## Palmarès
- PWRC: 2
1991 su Mazda 323 GTX
1992 su Nissan Sunny GTi-R
- Campionato belga di rally: 1
1996 su Ford Escort RS Cosworth

### Vittorie nel Gruppo N
| # | Anno | Rally                  | Navigatore    | Vettura            | Squadra                   |
| - | ---- | ---------------------- | ------------- | ------------------ | ------------------------- |
| 1 | 1988 | Rally di Gran Bretagna | Luc Manset    | Mazda 323 4WD      | -                         |
| 2 | 1989 | Rally del Portogallo   | Willy Lux     | Mazda 323 4WD      | -                         |
| 3 | 1989 | Rally di Gran Bretagna | Willy Lux     | Mazda 323 4WD      | Mazda Rally Team Belgium  |
| 4 | 1991 | Rally del Portogallo   | Hervé Sauvage | Mazda 323 GTX      | Rally Team Italia         |
| 5 | 1991 | Rally d'Argentina      | Hervé Sauvage | Mazda 323 GTX      | Rally Team Italia         |
| 6 | 1992 | Rally dell'Acropoli    | Willy Lux     | Nissan Sunny GTi-R | Nissan Belgium Rally Team |

## Risultati nel mondiale rally

### WRC
| 1988 | Scuderia | Vettura       |  |  |  |  |  |  |  |  |  |    |  |  |    |  |  |  | Punti | Pos. |
| ---- | -------- | ------------- |  |  |  |  |  |  |  |  |  | -- |  |  | -- |  |  |  | ----- | ---- |
| 1988 |          | Mazda 323 4WD |  |  |  |  |  |  |  |  |  | 22 |  |  | 11 |  |  |  | 0     |      |

| 1989 | Scuderia                                           | Vettura       |    |    |   |     |  |     |  |  |     |  |    |     |    |  |  |  | Punti | Pos. |
| ---- | -------------------------------------------------- | ------------- | -- | -- | - | --- |  | --- |  |  | --- |  | -- | --- | -- |  |  |  | ----- | ---- |
| 1989 | Mazda Rally Team Belgium e Mazda Rally Team Italia | Mazda 323 4WD | 32 | 12 | 7 | Rit |  | Rit |  |  | Rit |  | 10 | Rit | 20 |  |  |  | 5     | 49º  |

| 1990 | Scuderia                                    | Vettura                       |  |     |  |  |  |  |  |  |   |     |  |  |  |  |  |  | Punti | Pos. |
| ---- | ------------------------------------------- | ----------------------------- |  | --- |  |  |  |  |  |  | - | --- |  |  |  |  |  |  | ----- | ---- |
| 1990 | Mazda Rally Team Europe e Rally Team Italia | Mazda 323 4WD e Mazda 323 GTX |  | Rit |  |  |  |  |  |  | 6 | Rit |  |  |  |  |  |  | 6     | 34º  |

| 1991 | Scuderia          | Vettura       |     |  |   |  |  |    |  |   |  |  |    |  |  |    |  |  | Punti | Pos. |
| ---- | ----------------- | ------------- | --- |  | - |  |  | -- |  | - |  |  | -- |  |  | -- |  |  | ----- | ---- |
| 1991 | Rally Team Italia | Mazda 323 GTX | Rit |  | 8 |  |  | 12 |  | 9 |  |  | 14 |  |  | 22 |  |  | 5     | 39º  |

| 1992 | Scuderia                  | Vettura            |  |  |    |  |  |   |  |    |    |  |  |     |  |    |  |  | Punti | Pos. |
| ---- | ------------------------- | ------------------ |  |  | -- |  |  | - |  | -- | -- |  |  | --- |  | -- |  |  | ----- | ---- |
| 1992 | Nissan Belgium Rally Team | Nissan Sunny GTi-R |  |  | 13 |  |  | 9 |  | NP | 13 |  |  | Rit |  | 15 |  |  | 2     | 58º  |

| 1993 | Scuderia                  | Vettura          |  |  |  |  |  |  |  |  |  |  |  |  |     |  |  |  | Punti | Pos. |
| ---- | ------------------------- | ---------------- |  |  |  |  |  |  |  |  |  |  |  |  | --- |  |  |  | ----- | ---- |
| 1993 | Nissan Belgium Rally Team | Nissan Sunny GTi |  |  |  |  |  |  |  |  |  |  |  |  | Rit |  |  |  | 0     |      |

| 1994 | Scuderia          | Vettura            |  |     |  |  |     |  |  |    |     |    |  |  |  |  |  |  | Punti | Pos. |
| ---- | ----------------- | ------------------ |  | --- |  |  | --- |  |  | -- | --- | -- |  |  |  |  |  |  | ----- | ---- |
| 1994 | Opel Team Belgium | Opel Astra GSi 16V |  | Rit |  |  | Rit |  |  | 14 | Rit | 10 |  |  |  |  |  |  | 1     | 52º  |

| 1995 | Scuderia            | Vettura                                    |  |  |     |  |  |  |  |     |  |  |  |  |  |  |  |  | Punti | Pos. |
| ---- | ------------------- | ------------------------------------------ |  |  | --- |  |  |  |  | --- |  |  |  |  |  |  |  |  | ----- | ---- |
| 1995 | Belgacom Rally Team | Nissan Sunny GTi e Ford Escort RS Cosworth |  |  | Rit |  |  |  |  | Rit |  |  |  |  |  |  |  |  | 0     |      |

| 1997 | Scuderia            | Vettura         |  |  |  |   |  |  |  |   |  |  |  |     |  |     |  |  | Punti | Pos. |
| ---- | ------------------- | --------------- |  |  |  | - |  |  |  | - |  |  |  | --- |  | --- |  |  | ----- | ---- |
| 1997 | Belgacom Turbo Team | Ford Escort WRC |  |  |  | 4 |  |  |  | 7 |  |  |  | Rit |  | Rit |  |  | 3     | 18º  |

| 1998 | Scuderia            | Vettura                   |  |  |  |   |  |  |  |  |  |  |    |  |   |  |  |  | Punti | Pos. |
| ---- | ------------------- | ------------------------- |  |  |  | - |  |  |  |  |  |  | -- |  | - |  |  |  | ----- | ---- |
| 1998 | Belgacom Turbo Team | Subaru Impreza S5 WRC '97 |  |  |  | 8 |  |  |  |  |  |  | 12 |  | 4 |  |  |  | 3     | 13º  |

| 2001 | Scuderia             | Vettura         |  |  |  |  |  |  |  |  |  |  |  |  |  |   |  |  | Punti | Pos. |
| ---- | -------------------- | --------------- |  |  |  |  |  |  |  |  |  |  |  |  |  | - |  |  | ----- | ---- |
| 2001 | Peugeot Team Bel-Lux | Peugeot 206 WRC |  |  |  |  |  |  |  |  |  |  |  |  |  | 9 |  |  | 0     |      |

| Legenda | 1º posto | 2º posto | 3º posto | A punti | Senza punti | Ritirato | Squalificato | NP=Non partito C=Gara cancellata | Apice=Power stage |

### Gruppo N
| 1988 | Scuderia | Vettura       |  |  |  |  |  |  |  |  |  |   |  |  |   |  |  |  | Punti | Pos. |
| ---- | -------- | ------------- |  |  |  |  |  |  |  |  |  | - |  |  | - |  |  |  | ----- | ---- |
| 1988 |          | Mazda 323 4WD |  |  |  |  |  |  |  |  |  | 6 |  |  | 1 |  |  |  | 16    | 4º   |

| 1989 | Scuderia                                           | Vettura       |   |   |   |     |  |     |  |  |     |  |   |     |   |  |  |  | Punti | Pos. |
| ---- | -------------------------------------------------- | ------------- | - | - | - | --- |  | --- |  |  | --- |  | - | --- | - |  |  |  | ----- | ---- |
| 1989 | Mazda Rally Team Belgium e Mazda Rally Team Italia | Mazda 323 4WD | 5 | 2 | 1 | Rit |  | Rit |  |  | Rit |  | 2 | Rit | 1 |  |  |  | 51    | 2º   |

| 1991 | Scuderia          | Vettura       |     |  |   |  |  |   |  |   |  |  |   |  |  |   |  |  | Punti | Pos. |
| ---- | ----------------- | ------------- | --- |  | - |  |  | - |  | - |  |  | - |  |  | - |  |  | ----- | ---- |
| 1991 | Rally Team Italia | Mazda 323 GTX | Rit |  | 1 |  |  | 2 |  | 1 |  |  | 2 |  |  | 4 |  |  | 51    | 1º   |

| 1992 | Scuderia                  | Vettura            |  |  |   |  |  |   |  |    |   |  |  |     |  |   |  |  | Punti | Pos. |
| ---- | ------------------------- | ------------------ |  |  | - |  |  | - |  | -- | - |  |  | --- |  | - |  |  | ----- | ---- |
| 1992 | Nissan Belgium Rally Team | Nissan Sunny GTi-R |  |  | 2 |  |  | 1 |  | NP | 2 |  |  | Rit |  | 2 |  |  | 37    | 1º   |

| Legenda | 1º posto | 2º posto | 3º posto | A punti | Senza punti | Ritirato | Squalificato | NP=Non partito C=Gara cancellata | Apice=Power stage |